# Cañonera Droide
HMP (Plataforma pesada de misiles) es una nave de combate droide al servicio de la Confederación de Sistemas Independientes en el ficticio universo de Star Wars.
HMP es un símbolo del poder militar separatista. Esta potente y acorazada plataforma de misiles para ataques en atmósferas planetarias ofrece velocidades relativamente lentas con una maniobrabilidad media, pero compensado con una tremenda potencia de fuego. Las dos torretas de cañones láser rastrean blancos de forma independiente, mientras que los torpedos y los misiles tiene un efecto devastador sobre instalaciones terrestres, vehículos de ataque y objetivos rápidos de corto alcance. Los módulos que incorporan en sus alas pueden transportar más cañones, bombas de impacto y escáneres.

## Características
La HMP fue diseñada y construida por el fabricante Armamento Naval Baktoide. La estabilidad lograda con sus potentes elevadores de propulsión garantiza una efectividad letal en incursiones aéreas y en combates terrestres. Sus fuertes escudos del casco circular desvían y absorben un elevado número de láser. Sus motores de iones de la cola son los encargados de la impulsión. 
Las alas de la HMP permiten trasportar una gran variedad de tipos de misiles y torpedos, intercambiable en función del efecto y la potencia deseados para cada misión. Puede operar con rayos concentrados y de amplio alcance, impulsos electromagnéticos capaces de destrozar sistemas eléctricos, dispositivos incendiarios y explosivos de alta radiación. También tiene la opción de instalar cañones láser en las puntas de las alas para objetivos de largo alcance y en línea de mira.
En las batallas espaciales podía llevar a varios pasajeros, y aterrizar de forma segura en un crucero republicano, dado a su alto blindaje.

## Utilización
Producidas en masa en la fábricas baktoides de numerosos planetas de la Confederación, las naves HMP ocupan una posición clave en las fuerzas separatistas. Muchos miembros de la confederación y ambiciosos déspotas de algunos planetas se reservan unidades para su uso particular. Muchas de las naves que intervienen en el ataque del General Grievous contra Coruscant lucen el emblema de la triple espiral de Ado Eemon, el gobernante de Caramm V. Después de la ejecución del Concejo separatista por el nuevo aprendiz de Darth Sidious, Darth Vader, estas unidades fueron desactivadas.